# Дворяниновы (дворянский род)
Дворяниновы — древний русский дворянский род, разделившийся на несколько ветвей.

## История рода
Логин-Сотник Григорьевич упоминается (1568). Андрей Иванович владел поместьем в Каширском уезде (1578).
Григорий Павлович за службу получил денежную придачу (1613). Дворянинов Перфилий осадный голова в Белгороде (1616). Перфилий Андреевич владел поместьем в Белёвском уезде (1628—1630). Борис Семёнович московский дворянин (1629—1640), воевода в Боровске (1626—1627), Балахне (1630), послан в Крым (1634), выборный на Земском Соборе (1642), воевода в Верхотурье (1647- † 1649), где и умер. Богдан Семёнович составлял переписные книги по Одоеву (1646). Артемий Иванович (1642), Афанасий Иванович и Тихон Васильевич (1649) служили по Атемару, показаны убитыми (1699). Филипп Дворянинов стрелецкий сотник (1670).